# Verkehrsverbund Hegau-Bodensee

Logo des VHB

Die Verkehrsunternehmen Hegau-Bodensee Verbund GmbH, kurz Verkehrsverbund Hegau-Bodensee oder auch VHB genannt, ist ein Zusammenschluss der neun Verkehrsunternehmen, die im Landkreis Konstanz Leistungen des Öffentlichen Personennahverkehrs (ÖPNV) erbringen. Diese Leistungen werden seit dem Gründungsjahr 1996 vom VHB verkauft und koordiniert. Seither kann der Fahrgast mit nur einem Ticket neun verschiedene Bus- und Bahnunternehmen mit abgestimmtem Fahrplan nutzen. Der VHB betreibt keine eigenen Busse und Bahnen – alle Verkehrsleistungen werden von den neun VHB-Gesellschaftern erbracht.

## Aufgaben der VHB GmbH
Aus diesem Angebot für den Fahrgast ergeben sich die Kernaufgaben der VHB – wahrgenommen durch die VHB-Geschäftsstelle in Radolfzell:
- Aufteilung der VHB-Tarifeinnahmen
- Beantwortung von Kundenanfragen rund um den VHB, insbesondere bei Fragen zum VHB-Tarif
- Vermarktung und Weiterentwicklung der VHB-Tarife
- Veröffentlichung des kreisweit gültigen Verbund-Fahrplanbuches mit den Fahrplänen aller Linien im VHB-Netz.
- Vertrieb von VHB-Abo-Tickets sowie vom Landkreis subventionierter Schüler-Tickets

Der VHB arbeitet in allen Bereichen eng mit seinen Gesellschaftern – den Verkehrsunternehmen – zusammen. Beispielsweise entsteht das VHB-Fahrplanbuch auf der Basis der in Eigenregie der Verkehrsunternehmen kontinuierlich weiterentwickelten Linienfahrpläne einschließlich der Bahnfahrpläne, für die die Nahverkehrsgesellschaft Baden-Württemberg mit Sitz in Stuttgart zusammen mit den Eisenbahnverkehrsunternehmen zuständig ist. Auch bei Kundenanfragen rund um Fundsachen, der Anmeldung von Reisegruppen sowie für das Beschwerdemanagement (Entgegennahme von Kritik und Lob) ist das jeweilige Verkehrsunternehmen im VHB direkt zuständig.

## Tarifliche Gliederung und Reisezeiten
Tariflich gliedert sich das Verbundgebiet in die Zonen 1–5 um die Kernstädte Engen, Singen, Stockach, Radolfzell und Konstanz.
Das tarifliche Flaggschiff ist das VHB-Abo-Ticket, das für zwei, drei oder alle Zonen erhältlich ist. Es kann zwischen den Varianten persönlich oder übertragbar gewählt werden.

## Tarifliche Besonderheiten und Kooperationen
Im Stadtbus-Binnenverkehr von Konstanz, Radolfzell bzw. Singen gelten die Tarife der jeweiligen VHB-Cityzone, die nicht der Tarifhoheit des VHB unterliegen.
Übernachtungsgäste mit VHB-Gästekarte in den Gemeinden Allensbach, Gaienhofen, Gailingen, Moos, Radolfzell, Reichenau, Öhningen und Steißlingen können während ihres Aufenthalts Busse und Bahnen im Landkreis Konstanz kostenlos nutzen.
Das VHB-Tarifgebiet ist deckungsgleich mit den Grenzen des Landkreises Konstanz. VHB-Fahrkarten können, mit Ausnahme des VHB-Abo-Tickets im Rahmen von AboPlus Baden-Württemberg der Deutschen Bahn, nur innerhalb des VHB erworben werden.
Historisch bedingt haben Tages-Tickets und Zeitkarten (Monats- und Abo-Ticket) bei entsprechender Zonenwahl zusätzlich Gültigkeit im Bahnverkehr zu einigen außerhalb des Landkreises liegenden Haltepunkten. Ähnliches gilt für verschiedene Regionalbuslinien. Auf den meisten Strecken im verbundüberschreitenden Verkehr gilt jedoch der Haustarif des jeweiligen Verkehrsunternehmens.
Zwischen dem VHB und dem Tarifverbund Ostwind in der Schweiz existieren vergünstigte Additionstarife.
Eine Kooperation im Übergangsgebiet zwischen VHB und Bodo (Bodensee-Oberschwaben Verkehrsverbund) besteht seit Januar 2013 mit der VHB-Tarifzone 33 für den Raum Überlingen.

## Fahrgastzahlen
Die Entwicklung der Fahrgastzahlen verlief seit der Verbundgründung im Jahr 1996 stets positiv: Seither hat sich die Fahrgastzahl um 73 Prozent erhöht. 2010 lag die Steigerung gegenüber dem Vorjahr bei rund 3 Prozent. Die Steigerung fiel leicht überdurchschnittlich zu Gunsten der Busverkehre aus, was dem nationalen Trend entgegensteht. Insgesamt waren 2010 rund 16,45 Millionen Fahrgäste mit VHB-Fahrschein unterwegs.

## Infrastruktur des ÖPNV
Der Nahverkehrsplan für den Landkreis Konstanz bescheinigt den Schienenstrecken im Landkreis Konstanz hinsichtlich Kapazitäten und Streckengeschwindigkeit einen hohen Standard. Die Kursbuchstrecken 720 und 740 sind durchgängig elektrifiziert. Im Verbundgebiet gibt es 24 Bahn- und rund 840 Busstationen.

## Verkehrsbetriebe im VHB
Gesellschafter der Verkehrsunternehmen Hegau-Bodensee Verbund GmbH sind die folgenden drei Eisenbahnverkehrsunternehmen, drei Regionalbus- sowie drei Stadtbusbetriebe:
DB Regio Regionalverkehr Südbaden als Eisenbahnverkehrsunternehmen auf der
- KBS 720: Schwarzwaldbahn Konstanz – Offenburg
- KBS 730/731: Hochrheinbahn/Bodenseegürtelbahn via Schaffhausen – Singen – Radolfzell – Ludwigshafen – Friedrichshafen – Ulm/Lindau
- KBS 740: Gäubahn Singen – Stuttgart

Hohenzollerische Landesbahn (HzL) als Eisenbahnverkehrsunternehmen im Auftrag des Landkreises Konstanz als Eigentümer der Strecke Radolfzell – Stockach
- KBS 732: seehäsle Radolfzell – Stockach

SBB GmbH als Eisenbahnverkehrsunternehmen mit Leistungen auf der
- KBS 720: Seehas Konstanz – Engen

Regionalbusverkehr:
- Busbetrieb Behringer, Regionalbusverkehr im Auftrag des Landkreises Konstanz im Raum Stockach auf den Linien 100 (seit dem 1. Januar 2020  übernommen von Busbetrieb Schmidbauer), 101 (zum 1. Januar 2020 übernommen von DB ZugBus (RAB)) und 102–106 (zum 1. Januar 2020 übernommen von Südbadenbus (SBG)).

- DB ZugBus Regionalverkehr Alb-Bodensee GmbH (RAB), Regionalbusverkehr in Eigenregie im Raum Stockach auf den Linien 100, 7389, 7391 & 7392. Bis zum 1. Januar 2020 auch Linie 7393, abgegeben an Busbetrieb Behringer.

- Busbetrieb Schmidbauer, bis zum 1. Januar 2020 Regionalbusverkehr im Auftrag des Landkreises Konstanz auf der Linie 1000, abgegeben an Busbetrieb Behringer. Seit dem 1. Januar 2020 fusioniert mit Busbetrieb Fecht (siehe Busbetrieb Fecht & Schmidbauer).

- Stadtbus Tuttlingen Klink (Linien 200–205, 300–308, 400–404)
- Südbadenbus GmbH (SBG) (Linie 33)
- Omnibus Morath GmbH & Co. KG (inkl. Stadtbus Überlingen)

Dienstleister mit ausschließlich städtischem Busverkehr im VHB:
- Stadtwerke Konstanz GmbH (Stadtbus Konstanz)
- Stadtwerke Radolfzell GmbH (Stadtbus Radolfzell)
- Stadtwerke Singen, Singen (Hohentwiel) (Stadtbus Singen)

## Weblink
- Internetpräsenz des VHB

Siehe auch: Liste deutscher Tarif- und Verkehrsverbünde